# Biliran
Biliran là một trong những tỉnh nhỏ nhất ở Philippines nằm ở khu vực Đông Visayas. Là một tỉnh đảo, Biliran chỉ cách một vài km về phía bắc của đảo Leyte. Biliran vốn là một phần của tỉnh Leyte cho đến khi được tách ra vào năm 1992. Thủ phủ là Naval.

## Hành chính
Biliran được chia thành 8 đô thị. Các đô thị được chia tiếp thành 132 barangay. Tất cả các đô thị ngoại trừ Maripipi đều nằm trên đảo Biliran, Maripipi là một đô thị duy nất nằm ở một hòn đảo khác phía tây bắc. Lớn nhất trong số các đô thị là thủ phủ Naval của tỉnh, trong khi nhỏ nhất là Maripipi.

#### Đô thị
| - Almeria - Biliran - Cabucgayan - Caibiran | - Culaba - Kawayan - Maripipi - Naval |

### Nhân khẩu
Theo điều tra dân số năm 2000, Biliran có tổng dân số 140.274, một trong những tỉnh ít dân nhất cả nước, và nhỏ nhất trong khu vực. Có 27.907 hộ gia đình trên địa bàn tỉnh, trung bình là 5,02 người/hộ, hơi cao hơn mức trung bình toàn quốc là 4,99.

### Ngôn ngữ
Các cư dân của Biliran chủ yếu nói tiếng Waray. Tiếng Waray-Waray được nói bởi 57,80% người trên các khu vực phía đông và phía tây. Đa số dân chúng cũng nói và hiểu tiếng Tagalog và tiếng Anh.